# 弘前学院短期大学
弘前学院短期大学（ひろさきがくいんたんきだいがく、英語: Hirosaki Gakuin Junior College）は、青森県弘前市稔町13-1に本部を置いていた日本の私立大学である。1950年に設置され、2000年に廃止された。大学の略称は弘短。

## 概要

### 大学全体
- 青森県弘前市に所在した日本の私立短期大学で、設置主体は学校法人弘前学院[1]。
- 国内で最初に認可された短期大学149校[注 3]の1校として、1950年に1学科体制で開学した[注 4]。その後は、増設により最大で3学科体制となるが、最終的には後に設置された家政科→生活福祉学科のみの1学科となる[4]。
- 1998年度の入学生を最後に[注釈 2]、2000年に短期大学としての使命を終える[6]。

### 教育および研究
- 弘前学院短期大学は、キリスト教に関する科目が必須となっていた。

### 学風および特色
- 弘前学院短期大学は明治のキリスト教界の先駆者・メソジスト教会初代監督・青山学院二代学院長であった本多庸一により1886年に創立された女子普通教育の学校が起源となっている。以来、キリスト教の思想に則り女性の教育が行われていた[4]。青森県内で初めて廃止された短大でもある。

## 沿革
- 1886年
  - 弘前教会内に女子普通教育の学校が創設される。
- 1949年
  - 10月 文部省[注釈 3]に短期大学[注 5]の設置認可に関する申請を行う[注 6]。なお、学科・専攻は以下の通りとなっている[注 7]。
    - 英文学科 入学定員40名
- 1950年
  - 3月14日 左記を以て短期大学の設置が文部省[注釈 3]より認可される[注 8]。
  - 4月1日 左記を以て弘前聖愛短期大学が上記の学科体制にて開学する[注 9]。
    - 英文学科 入学定員40名
- 1951年
  - 4月1日 弘前学院短期大学に名称変更される[16]。
  - 4月6日 学校法人弘前学院の設置が認可される[17]。
- 1952年
  - 4月1日 英文科の入学定員を40[16]→50に増員[18]。
- 1954年
  - 5月1日 学生数[19]/定員
    - 英文科 134[注釈 4]/100
- 1957年
  - 4月1日 以下の学科を増設する[20]。
    - 家政科 入学定員70名
- 1958年
  - 5月1日 学生数[21]/定員
    - 英文科 76[注釈 4]/100
    - 家政科 92[注釈 4]/140
- 1960年
  - 4月1日 専攻科を設置し、以下の課程を置く[22]。
    - 食物専攻 入学定員20名
- 1966年
  - 4月1日 以下の学科を増設する[23]。
    - 国文科 入学定員50名[24]

  - 5月1日 学生数[25]/定員
    - 英文科 183[注釈 4]/100
    - 家政科 208[注釈 4]/140
    - 国文科 76[注釈 4]/50
- 1968年
  - 4月1日 専攻科に以下の課程を置く[26]。
    - 家政専攻 入学定員10名
    - 国文専攻 入学定員10名
    - 英文専攻 入学定員10名
- 1970年
  - 4月1日 以下の学科について、この年度で学生募集を最終とする[注 10]。
    - 英文科
    - 国文科

  - 5月1日 学生数[29]/定員
    - 英文科 111[注釈 4]/100
    - 家政科 125[注釈 4]/140
    - 国文科 108[注釈 4]/100
- 1971年
  - 5月1日 学生数[30]/定員
    - 英文科 47[注釈 4]/50
    - 家政科 94[注釈 4]/140
    - 国文科 45[注釈 4]/50
- 1972年
  - 3月31日 左記をもって以下の学科を正式に廃止とする[31]。
    - 英文科
    - 国文科

  - 同 左記をもって以下の専攻科について正式に廃止とする[32]。
    - 国文専攻
    - 英文専攻
- 1988年
  - 4月1日 家政科を以下の学科に改組される[33]。
    - 生活福祉学科 入学定員70名[34]

  - 5月1日 学生数[35]/定員
    - 生活福祉学科 115[注釈 4]/140
- 1992年
  - 5月1日 学生数[注 11]/定員
    - 生活福祉学科 207[注釈 4]/140
- 1998年
  - 4月1日 学生募集を最終とする[注釈 2]。
- 1998年
  - 5月1日 学生数[38]/定員
    - 生活福祉学科 150[注釈 4]/140
- 1999年
  - 5月1日 学生数[39]/定員
    - 生活福祉学科 79[注釈 4]/70
- 2000年
  - 10月26日 左記をもって正式に廃止となる[6]。

## 基礎データ

### 所在地
- 青森県弘前市稔町13-1[注釈 1]

### 象徴
- 弘前学院短期大学のカレッジマークは岩木山をイメージしたものとなっていた[40]。

## 教育および研究

### 組織

#### 学科
- 英文科[注釈 5]
- 国文科[注釈 5]
- 生活福祉学科 入学定員70名[注釈 6]

#### 専攻科
- 食物専攻 入学定員20名[注釈 7]
- 家政専攻 入学定員10名[44]
- 国文専攻 入学定員10名[注釈 7]
- 英文専攻 入学定員10名[注釈 7]

#### 別科
- なし

#### 取得資格について
教職課程
- 中学校教諭二級免許状の課程があった。
  - 家庭：家政科から生活福祉学科に改組されてからも暫くの間、設置されていた[46]。
  - 保健：生活福祉学科に改組される前の家政科において設置されていた[47]。
  - 英語：英文科において設置されていた[47]。
  - 国語：国文科において設置されていた[47]。
- 司書教諭免許状
  - 生活福祉学科
  - 国文科
- 当初は中学校教諭ほか高等学校教諭免許状（英語）の教職課程を英文科にて併設[48]。

### 研究
- 『生活福祉論集』[49]
- 『紀要』[50]

## 大学関係者と組織

### 大学関係者一覧
歴代学長
- 小田信士
- 田沢吉郎
- 斎藤武雄
- 豊島秀範

教職員
- 佐藤初女

## 対外関係

### 系列校
- 弘前学院大学
- 弘前学院聖愛中学高等学校

## 卒業後の進路について

### 編入学・進学実績
- 弘前学院大学への編入学制度があった。